# Кальмодулін-1
CALM1 (англ. Calmodulin 1) – білок, який кодується однойменним геном, розташованим у людей на короткому плечі 14-ї хромосоми. Довжина поліпептидного ланцюга білка становить 149 амінокислот, а молекулярна маса — 16 838.
| 10         |  | 20         |  | 30         |  | 40         |  | 50         |
| ---------- |  | ---------- |  | ---------- |  | ---------- |  | ---------- |
| MADQLTEEQI |  | AEFKEAFSLF |  | DKDGDGTITT |  | KELGTVMRSL |  | GQNPTEAELQ |
| DMINEVDADG |  | NGTIDFPEFL |  | TMMARKMKDT |  | DSEEEIREAF |  | RVFDKDGNGY |
| ISAAELRHVM |  | TNLGEKLTDE |  | EVDEMIREAD |  | IDGDGQVNYE |  | EFVQMMTAK  |

A: Аланін

D: Аспарагінова кислота

E: Глутамінова кислота

F: Фенілаланін

G: Гліцин

H: Гістидин

I: Ізолейцин

K: Лізин

L: Лейцин

M: Метіонін

N: Аспарагін

P: Пролін

Q: Глутамін

R: Аргінін

S: Серин

T: Треонін

V: Валін

Кодований геном білок за функцією належить до фосфопротеїнів. 
Задіяний у такому біологічному процесі, як ацетилювання. 
Білок має сайт для зв'язування з іонами металів, іоном кальцію. 
Локалізований у цитоплазмі, цитоскелеті.